# ГЕС Dōngjīn
ГЕС Dōngjīn (东津水电站) — гідроелектростанція на сході Китаю у провінції Цзянсі. Використовує ресурс із річки Dongjin, правої притоки Xiushui (впадає до розташованого на правобережжі Янцзи найбільшого прісноводного озера країни Поянху).
В межах проекту річку перекрили кам'яно-накидною греблею із бетонним облицюванням висотою 86 метрів, довжиною 326 метрів та шириною по гребеню 6 метрів. Вона утримує водосховище з об'ємом 795 млн м3 та нормальним рівнем поверхні на позначці 190 метрів НРМ.
Пригреблевий машинний зал обладнали двома турбінами потужністю по 30 МВт, які забезпечують виробництво 116 млн кВт-год електроенергії на рік.